# Corynopuntia vilis
Corynopuntia vilis är en kaktusväxtart som först beskrevs av Joseph Nelson Rose, och fick sitt nu gällande namn av F.M. Knuth. Corynopuntia vilis ingår i släktet Corynopuntia, och familjen kaktusväxter. Inga underarter finns listade i Catalogue of Life.